# Igreja de Santa Maria a Virgem (Salford)
A Igreja de Santa Maria, a Virgem, é uma igreja listada como Grau I em Salford, Bedfordshire, na Inglaterra.